# Carcinoplax
Carcinoplax is een geslacht van kreeftachtigen uit de klasse van de Malacostraca (hogere kreeftachtigen).

## Soorten
- Carcinoplax abyssicola (Miers, 1885)
- Carcinoplax confragosa Rathbun, 1914
- Carcinoplax cracens Castro, 2007
- Carcinoplax eburnea Stimpson, 1858
- Carcinoplax inaequalis (Yokoya, 1933)
- Carcinoplax indica Doflein, 1904
- Carcinoplax ischurodous (Stebbing, 1923)
- Carcinoplax longimanus (De Haan, 1833)
- Carcinoplax longipes (Wood-Mason, in Wood-Mason & Alcock, 1891)
- Carcinoplax monodi Guinot, 1989
- Carcinoplax nana Guinot, 1989
- Carcinoplax purpurea Rathbun, 1914
- Carcinoplax sinica Chen, 1984
- Carcinoplax specularis Rathbun, 1914
- Carcinoplax spinosissima Rathbun, 1914
- Carcinoplax tenuidentata Castro, 2007
- Carcinoplax tomentosa Sakai, 1969
- Carcinoplax tuberosa Castro, 2007
- Carcinoplax uncinata Castro, 2009
- Carcinoplax velutina Castro, 2007